# Mario Appignani
Mario Appignani, soprannominato Cavallo Pazzo (Roma, 13 dicembre 1954 – Roma, 13 aprile 1996), è stato un personaggio televisivo, attivista e scrittore italiano, noto per le sue azioni di disturbo effettuate in diverse manifestazioni pubbliche di sport e spettacolo.

## Biografia

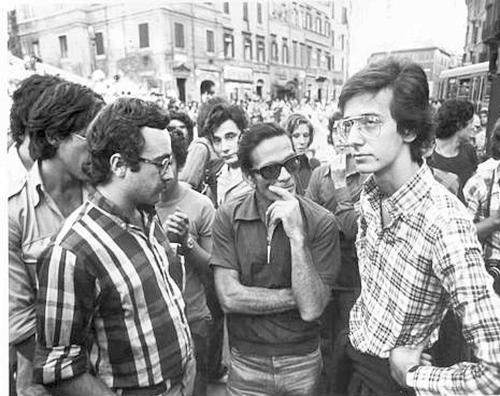
Appignani fotografato alle spalle di Pier Paolo Pasolini.

Mario Appignani, a destra, bloccato dal conduttore Pippo Baudo durante lo svolgimento del Festival di Sanremo 1992

Figlio di una prostituta, ebbe una giovinezza travagliata, trascorsa in decine di orfanotrofi e brefotrofi, fra cui l'istituto Santa Rita di Grottaferrata, diretto dall'ex suora Maria Diletta Pagliuca, che sarà poi arrestata per maltrattamenti nei confronti dei bambini ospitati. In praticamente tutti gli istituti frequentati, Appignani riferì di aver subito continue angherie e violenze anche di natura carnale, sia da parte dei compagni che da parte di docenti, dirigenti e appartenenti alle forze dell'ordine, nonché di essere stato testimone di vessazioni analoghe a danno di altri convittori. Nel corso della vita intrattenne varie relazioni sia di natura omosessuale che eterosessuale.
Nei primi anni 1970 la storia della sua infanzia divenne di dominio pubblico a seguito di un'intervista concessa a "Panorama", dopo la quale, nel 1975, pubblicò l'autobiografia Un ragazzo all'inferno: viaggio allucinante in 19 istituti di rieducazione, libro curato dal giornalista Lamberto Antonelli (a vent'anni l'autore aveva infatti ancora difficoltà a padroneggiare fluentemente la lingua italiana) e con la prefazione di Marco Pannella. Successivamente anche Massimo Polidoro dedicherà un libro all'Istituto Santa Rita, prendendo le mosse proprio dalla biografia dell'allora dodicenne Mario Appignani.
Raggiunta la maggiore età, negli anni 1970 fu uno dei leader degli Indiani metropolitani. Nel 1977 si scelse il nome di battaglia di Cavallo Pazzo e guidò la contestazione a Luciano Lama alla Sapienza (quella che passerà alla storia come la Cacciata di Lama), partecipando poi alle manifestazioni contro la centrale nucleare a Montalto di Castro.
In varie occasioni in questi anni è affiancato Marco Erler, compagno di vita e di politica, di quattro anni più giovane, che in sintonia col soprannome di Appignani aveva scelto per sé quello di Nuvola Rossa. Fra i due c'era anche una somiglianza fisica, tanto che vennero spesso scambiati per fratelli. Erler prese le redini ideologiche degli Indiani metropolitani e ne scrisse i manifesti politici, pubblicati anche su Il Giornale a pagina intera da Indro Montanelli. Entrambi militarono nel Partito Radicale di Marco Pannella, il quale prese particolarmente a cuore la vicenda di Mario e lo aiutò in vari modi, fino a essere quasi una figura paterna per lui. Un legame analogo si strinse anche col regista e scrittore Pier Paolo Pasolini.
Dopo l'omicidio di Pasolini, Appignani rese pubblica la sua versione dei fatti, asserendo che per salvaguardare l'incolumità del regista, la questura di Roma aveva deciso di farlo pedinare, negli ultimi due mesi prima dell'omicidio. Nel 1987 denunciò Fabio Carapezza per circonvenzione di incapace nei confronti del padre adottivo, Renato Guttuso. L'accusa si rivelò poi calunniosa.
A partire dal 1987 con la sua clamorosa irruzione a "L'atleta d'oro" condotto da Gianni Minà diventò un personaggio televisivo. Notorietà conquistata a pieno soprattutto nel 1991 e 1992 per le sue azioni di disturbo in diretta televisiva, durante le quali tentava di dire qualcosa alla gente, senza mai riuscirci. Un suo noto intervento venne fatto durante la diretta della consegna dei Leoni d'oro alla 48ª Mostra internazionale d'arte cinematografica di Venezia, allorché irruppe sul palco di piazza San Marco invocando a gran voce di poter parlare con Pippo Baudo.
Un’analoga azione venne ripetuta all'inizio del Festival di Sanremo 1992: la mattina Appignani avvisò il presentatore (sempre Pippo Baudo) che sarebbe salito sul palcoscenico; venne allertata la Questura, ma Cavallo Pazzo riuscì comunque a raggiungere il palco del teatro Ariston e a gridare "Questo Festival è truccato e lo vince Fausto Leali", circostanza che poi non si avverò. Appignani in seguito sostenne che fosse stato "tutto organizzato con la regia di Pippo", ma il conduttore lo smentì seccamente.
L'episodio - anni dopo reso in forma di parodia nel film Gole ruggenti, in cui Appignani era interpretato da Martufello - è stato rievocato al Festival di Sanremo 2019: durante l'esibizione di Fabio Rovazzi lo stesso Fausto Leali (non in concorso) è comparso sul palco ripetendo le parole di Cavallo Pazzo.
Nel 1993 Appignani, pur sofferente per i postumi di un'operazione chirurgica invalidante, raggiunge nuovamente Sanremo e si introduce nell'albergo ove alloggia Pippo Baudo. Riconosciuto, viene bloccato dalla polizia; l’indomani i quotidiani scrivono "Cavallo Pazzo rimane in scuderia".
Il 23 ottobre 1994 compie un'invasione di campo durante la partita di calcio Roma-Cagliari allo Stadio Olimpico. Ne seguono altre, tutte contraddistinte come invasioni pacifiche, non solo all'Olimpico ma anche in trasferta come in un Brescia-Roma. Le azioni vengono appoggiate dagli ultrà romanisti, che le utilizzano come mezzo di contestazione verso i dirigenti e il presidente della Roma.
Appignani muore di AIDS il 13 aprile 1996 all'ospedale Spallanzani di Roma. Il funerale viene pagato dal comune di Roma per volontà del sindaco Francesco Rutelli, e fu teatro di una rissa fra i suoi parenti. Riposa al cimitero Flaminio di Roma. L'anno successivo viene fondata un'associazione in suo onore. Dopo la militanza nel Partito Radicale, si era avvicinato ai socialisti, per la simpatia e umana comprensione ispiratagli dal leader Bettino Craxi.
Nel 2023 lo spazio WeGil di Roma ha ospitato la mostra "Cavallo Pazzo / Mario Appignani Frammenti di una Vita Underground" a cura di Valerio Maria Trapasso.

## Opere
- Un ragazzo all'inferno, Editore Napoleone, 1975.